# Хонсу (Marvel Comics)
Хо́нсу (англ. Khonshu) — персонаж комиксов издательства Marvel Comics, основанный на одноимённом египетском боге луны.
Впервые появляется в комиксе Moon Knight #1 (ноябрь 1980). Хонсу — сын бога солнца Амона. Его аватаром является Марк Спектор / Лунный рыцарь.
В медиафраншизе «Кинематографическая вселенная Marvel» (КВМ) Хонсу появляется в сериале «Лунный рыцарь», который вышел на Disney+ в 2022 году. Его озвучил Ф. Мюррей Абрахам.
Дрю Копп из Comic Book Resources назвал Хонсу «многогранным существом, которое изо всех сил пытается сбалансировать различные аспекты своей божественной личности». Найл Грей из Screen Rant сравнил Хонсу с доктором Калигари, написав, что бог луны «не обязательно злой, но готов делать очень злые вещи, чтобы противостоять его собственному представлению о „зле“». Журналист добавил, что Хонсу «один из самых сложных элементов в сериале „Лунный рыцарь“».